# Erucastrum supinum
Erucastrum supinum là một loài thực vật có hoa trong họ Cải. Loài này được (L.) Al-Shehbaz & Warwick mô tả khoa học đầu tiên năm 2003.